# Vasiyet nâme
Le  Vasiyet nâme (Waṣiyyet-nāme) est une œuvre de théologie et de morale musulmane à visée vulgarisatrice de Muhammed ibn Pîr 'Ali Birgewī (1522-1573). 
Elle est très répandue dans la sphère turcophone.
Elle a été commentée par Kâdîzâde Ahmed Efendi et le cheikh Ali Efendi de Konya et a bénéficié de traductions des premiers orientalistes français.

## Éditions
- en turc ottoman :
  - édition de 1805 (en ligne sur Google Livres).
- en langues turques :
  - traduit par Toktamış Oğlu, Kazan, 1802 et 1806
- en français :
  - 1703 : Religion ou théologie des Turcs : avec la profession de foi de Mahomet, fils de Muhammed ibn Pîr 'Ali Birgewī ... par Echialle Mufti ; Ahmad G. Mūsā al-Hayālī, Bruxelles, François Foppens, 1703 (Livre 1 et 2 en ligne sur Google Livres). Le Vasiyet Nâme constitue la 3e partie de l'ouvrage.
  - 1822 : Joseph Héliodore Garcin de Tassy Exposition de la foi musulmane, traduite du turc de Mohammed ben Pir-Ali Elberkevi, avec des notes